# Candido Cannavò
Candido Cannavò   (Catània, 29 de novembre de 1930 - Milà, 22 de febrer de 2009) va ser un periodista i escriptor italià que fou director de La Gazzetta dello Sport. Era el pare del també periodista Alessandro Cannavò, editor en cap del Corriere della Sera.

## Biografia
Nascut el 29 de novembre del 1930 a Catània en una família benestant, va perdre el pare de ben jove. La seva mare es va haver de fer càrrec sola d'ell i els seus cinc germans. Va començar com a periodista esportiu a La Sicília als dinou anys. Del 1952 al 1955 va presidir el CUS Catania. El 1955 va ser contractat com a corresponsal de La Gazzetta dello Sport. Més tard va començar a treballar com a enviat especial i va cobrir, entre altres esdeveniments, la Copa del Món de futbol, 9 Jocs Olímpics i diversos Giros d'Itàlia.
El 1981 es va convertir en director adjunt del diari, després codirector i, el 1983, va substituir Gino Palumbo com a director de La Gazzetta. Va romandre en el càrrec 19 anys, fins al 2002, quan va ser substituït per Pietro Calabrese. Mentre en va ser director, La Gazzetta dello Sport es va establir com un important diari italià, va començar a publicar el setmanari SportWeek i va obrir la seva web.
Durant els darrers anys de la seva vida, es va dedicar a escriure columnes d'opinió (sempre les va escriure a la Gazzetta).
Els seus interessos i la seva obra anaven més enllà de l'esport, ja que sempre s'havia ocupat dels problemes de la societat, especialment dels de la seva terra. Quan va deixar la direcció de la Gazzetta dello Sport, va publicar dues novel·les que tracten sobre les presons italianes i sobre els discapacitats.
El 19 de febrer del 2009, patí una hemorràgia cerebral que l'obligà a ingressar a l'hospital. Al cap de tres dies, va morir a Milà a l'edat de 78 anys.

## Premis i distincions
L'any 1996 fou guardonat amb l'Ordre Olímpic i dos anys després va rebre el premi Ischia de periodisme. El president italià li va concedir el 2002 la distinció de Grand'Ufficiale dell'Ordine al merito della Repubblica Italiana. El 2008 li van atorgar el Premi Manuel Vázquez Montalbán, en la categoria de periodisme esportiu.

## Obres
1. Una vita in rosa, (Rizzoli, 2002)
2. Libertà dietro le sbarre, (Rizzoli, 2004)
3. E li chiamano disabili, (Rizzoli, 2005)
4. Pretacci. Storie di uomini che portano il Vangelo sul marciapiede, (Rizzoli, 2008)